# KRTAP6-2
KRTAP6-2 (англ. Keratin associated protein 6-2) – білок, який кодується однойменним геном, розташованим у людей на довгому плечі 21-ї хромосоми. Довжина поліпептидного ланцюга білка становить 62 амінокислот, а молекулярна маса — 6 654.
| 10         |  | 20         |  | 30         |  | 40         |  | 50         |
| ---------- |  | ---------- |  | ---------- |  | ---------- |  | ---------- |
| MCGSYYGNYY |  | GDHGYGCCGY |  | EGLGYGYGSL |  | RCGYSSCCGY |  | GHGYGSRFFC |
| GCGYGCGSGY |  | YY         |  |            |  |            |  |            |

C: Цистеїн

D: Аспарагінова кислота

E: Глутамінова кислота

F: Фенілаланін

G: Гліцин

H: Гістидин

L: Лейцин

M: Метіонін

N: Аспарагін

R: Аргінін

S: Серин